# آماگو کونیهیسا
آماگو کونیهیسا (انگلیسی: Amago Kunihisa؛ ۱۴۹۲ – ۲۵ نوامبر ۱۵۵۴) فرد نظامی در دوره سنگوکو در غرب هونشو اهل ژاپن بود. وی پسر آماگو تسونه‌هیسا بود.